# ستيفن هولدن
ستيفن هولدن (بالإنجليزية: Stephen Holden)‏ هو كاتب وناقد سينمائي وصحفي وشاعر أمريكي، ولد في 18 يوليو 1941 في موريستاون في الولايات المتحدة.

## وصلات خارجية
- ستيفن هولدن على موقع IMDb (الإنجليزية)
- ستيفن هولدن على موقع ميتاكريتيك (الإنجليزية)
- ستيفن هولدن على موقع روتن توميتوز (الإنجليزية)
- ستيفن هولدن على موقع ميوزك برينز (الإنجليزية)
- ستيفن هولدن على موقع كينوبويسك (الروسية)